# Stenostomum urbanianum
Stenostomum urbanianum là một loài thực vật có hoa trong họ Thiến thảo. Loài này được (C.T.White) Borhidi & M.Fernández Zeq. miêu tả khoa học đầu tiên năm 1993.